# Krausse
Editorial Krausse, editorial valenciana especializada en la edición de arte. Su factura es la  producción de libros mediante la encuadernación manual en conjunto trabajo con sus autores. Ediciones limitadas, firmadas y numeradas por sus artistas. 
Su colección más importante: ART?BOOKS, donde han publicado artistas como Miquel Navarro, Antonio Alegre Cremades, Gabriel Alonso y Francisco Brines.

## Autores / Artistas, entre otros
- Miquel Navarro
- Rafa Marí
- Juan Cuéllar
- Francisco Brines
- Antonio Alegre Cremades
- Gabriel Alonso
- Bülent Alev
- Mariona Brines
- Progreso
- Enrique Rodrigo Mancho
- Susana Benet
- Alberto Adsuara
- Enrique Bader
- Vicent Berenguer
- Pedro Antonio Parra
- José Luis Parra
- Fernando Martín Polo
- Adrian de Brosquiles
- Lucas Eco
- Thomas Fritz

- Datos: Q5960672